# Head Hunters
Head Hunters je dvanajsti studijski album ameriškega jazzovskega klaviaturista in skladatelja Herbieja Hancocka, ki je izšel 13. oktobra pri založbi Columbia Records. Snemanja so potekala zvečer v studiih Wally Heider Studios in Different Fur Trading Co. v San Franciscu. Head Hunters je ključni album Hancockove kariere in pomemben trenutek jazza. Leta 2003 je bil album uvrščen na 498. mesto Rolling Stonovega seznama 500. najboljših albumov vseh časov. Leta 2007 je Kongresna knjižnica uvrstila album v Nacionalni register posnetkov, ki zbira »kulturno, zgodovinsko ali estetsko pomembne« zvočne posnetke 20. stoletja.

## Struktura in izdaja
Head Hunters je izšel po seriji eksperimentalnih albumov s Hancockovim sekstetom: Mwandishi, Crossings in Sextant, ki so izšli med letoma 1971 in 1973, v času, ko je Hancock iskal novo usmeritev svoje glasbe:

" Začel sem čutiti, da sem zapravil preveč časa za raziskovanje zgornje atmosfere glasbe in bolj eterične vrste vesoljskih stvari. Pojavila se je potreba po bolj zemeljskem in občutku privezanosti; povezava z Zemljo... Začel sem čutiti, da smo (sekstet) igrali težko zvrst glasbe in postal sem utrujen od vsega težkega. Želel sem igrati nekaj lažjega."(Hancockove notranje opombe: ponovna izdaja albuma 1997)
Za novi album je Hancock sestavil novo zasedbo, The Headhunters, pri kateri je od seksteta ostal le Bennie Maupin. Hancock je sam igral sintetizatorje (prej je sintetizatorje igral še Patrick Gleeson) in se odločil proti uporabi kitare, namesto katere je raje uporabil clavinet, ki je postal eden prepoznavnih zvokov albuma. Nova zasedba je vsebovala čvrsto R&B usmerjeno ritem sekcijo, sestavljeno iz basista Paula Jacksona in bobnarja Harveyja Masona, album pa ima funky groove, ki je albumu dal zanimanje širšega kroga poslušalcev. Morda je to bil pomemben trenutek jazz fusion gibanja (ali celo vodilnega jazz-funk stila jazz fusiona), ko je album iz poslušalcev R&B-ja napravil poslušalce jazza in obratno. Album vsebuje zmes funk ritmov z jazzovsko AABA formo in podaljšanimi soli.
Od vseh štirih skladb le »Watermelon Man« ni bila napisana za ta album. Hit skladba iz Hancockovega hard bop obdobja, se je namreč prvič pojavila na debitantskem Hancockovem albumu Takin' Off leta 1962, za album Head Hunters pa sta jo predelala Hancock in Mason ter vsebuje prepoznavni uvod z Billom Summersom, ki piha v pivsko steklenico, s tem pa je imitiral hindewho, instrumenta Pigmejcev iz severovzodnega Zaira. Skladba vsebuje tudi precej afriških tolkal. »Sly« je bila posvečena pionirju funka, Slyju Stonu, vodji skupine Sly & the Family Stone. Uvodna skladba »Chameleon« je še ena skladba s prepoznavnim uvodom, med katerim je predstavitvena linija zaigrana na sintetizator ARP Odyssey. »Vein Melter« je počasnejša skladba z dominantnimi linijami klaviatur in saksofona, v kateri igra Hancock večinoma Fender Rhodes, občasno pa uporabi tudi sintetizatorje.
Po prvi izdaji je bil album miksan kvadrofonsko (4-kanalno) in izšel pri Columbii leta 1974 kot vinil in kot kaseta z osmimi traki. Kvadrofonski miks vsebuje audio elemente, ki se pri stereo verziji ne slišijo. Verzija je digitalno izšla pri SACD ediciji albuma.
Do izida Bensonovega albuma Breezin' leta 1976, je bil Head Hunters najbolje prodajani jazzovski album vseh časov in inspiracija ne samo jazzovskim glasbenikom, temveč tudi izvajalcem funka, soula, jazz funka in hip-hop glasbe.
Zasedba The Headhunters je s Hancockom posnela še nekaj albumov, vključno z naslednikom Thrust (1974), Man-Child (1975) in albumom v živo Flood (1975). Kasnejša albuma Secrets (1976) in Sunlight (1977) so posneli raznoliki glasbeniki. The Headhunters so, s Hancockom kot gostujočim solistom, posneli serijo funk albumov, Survival of the Fittest (1975) in Straight from the Gate (1978), od katerih prvega je produciral Hancock in je vseboval velik hit »God Make me Funky«.

## Ovitek
Slika na ovitku albuma, ki jo je oblikoval Victor Moscoso, temelji na afriški kple kple maski plemena Baoulé iz Slonokoščene obale. Slika temelji tudi na demagnezatorjih, ki jih je vsebovala snemalna oprema v času snemanja tega albuma.

## Seznam skladb
| Stran 1 | Stran 1          | Stran 1                         | Stran 1 |
| Št.     | Naslov           | Pisec                           | Dolžina |
| ------- | ---------------- | ------------------------------- | ------- |
| 1.      | „Chameleon‟      | Hancock, Jackson, Mason, Maupin | 15:41   |
| 2.      | „Watermelon Man‟ | Hancock, arr. Mason             | 6:29    |

| Stran 2 | Stran 2       | Stran 2 | Stran 2 |
| Št.     | Naslov        | Pisec   | Dolžina |
| ------- | ------------- | ------- | ------- |
| 3.      | „Sly‟         | Hancock | 10:15   |
| 4.      | „Vein Melter‟ | Hancock | 9:09    |

## Single
- »Chameleon« (2:50)/»Vein Melter« (4:00) - Columbia 4-46002 (ZDA); izšel leta 1974

Nobena single verzija ni izšla na zgoščenki.

## Osebje

### Glasbeniki
- Herbie Hancock – Fender Rhodes, clavinet, ARP Odyssey synthesizer, ARP Soloist
- Bennie Maupin – tenorski saksofon, sopranski saksofon, saxello, basovski klarinet, altovska flavta
- Paul Jackson – bas kitara, kitara, marímbula
- Harvey Mason – bobni
- Bill Summers – agogô, balafon, steklenica piva, cabasa, congas, gankogui, hindewhu, log drum, shekere, surdo, tambourine

### Produkcija
- Producenta: Herbie Hancock, David Rubinson
- Inženirji: Fred Catero, Jeremy Zatkin, Dane Butcher, John Vieira

## Kasnejši vzorci
- »Chameleon«
  - »Words of Wisdom« (2Pac), z albuma 2Pacalypse Now
  - »Dr. Knockboot« (Nas), z albuma I Am...
  - »Get Up, Get Down« (Coolio), z albuma Gangsta's Paradise
  - »Underwater Rimes« (Digital Underground), z albuma Sex Packets
  - »Money On My Brain« (Kool G Rap)
  - »We Don't Rock, We Rap« (Schoolly D), z albuma Smoke Some Kill[8]
  - »Blacker (4 The Good Times)« (Ballistic Brothers), z albuma Rude System
  - »Groupie Luv« (213), z albuma The Hard Way[9]
  - »Cellphone's Dead« (Beck), z albuma The Information
- »Watermelon Man«
  - »Spinning The Wheel« (George Michael), z albuma Older
  - »I Hate 2 Brag« (Shaquille O'Neal), z albuma Shaq Diesel
  - »Sanctuary« (Madonna), z albuma Bedtime Stories
  - »Escapism (Gettin' Free)« (Digable Planets), z albuma Reachin' (A New Refutation of Time and Space)
  - »Dolly My Baby (Remix)« (Super Cat)
  - »1-900-LL-Cool J« (LL Cool J)
- »Sly«
  - »You Can't Kill Me« (Nas), z albuma Hip Hop Is Dead
- »Vein Melter«
  - »Civil War Correspondent« (PJ Harvey & John Parish), z albuma Dance Hall at Louse Point